# Liptovská Porúbka
Liptovská Porúbka é um município da Eslováquia, situado no distrito de Liptovský Mikuláš, na região de Žilina. Tem 42,16 km² de área e sua população em 2018 foi estimada em 1.185 habitantes.

## Demografia
| Ano:        | 1994 | 2004    | 2014   | 2024   |
| ----------- | ---- | ------- | ------ | ------ |
| Broj ljudi: | 997  | 1169    | 1172   | 1233   |
| Razlika:    |      | +17,25% | +0,25% | +5,20% |

| Ano:               | 2023 | 2024   |
| ------------------ | ---- | ------ |
| Número de pessoas: | 1232 | 1233   |
| Diferença:         |      | +0,08% |